# Pregón
Pregón, una parola spagnola che significa annuncio o grido del venditore di strada, ha un significato particolare sia nella musica cubana che nella musica latinoamericana in generale. Può essere tradotto come una canzone basata sul grido di un venditore di strada o una canzone di un venditore ambulante ("canto de los vendedores ambulantes").
Le grida dei venditori ambulanti e dei fruttivendoli ambulanti potevano essere udite in tutte le città del mondo, anche se il loro uso come base per la canzone è particolarmente importante in Sud America e nei Caraibi. A Cuba, l'etnologo Miguel Barnet ha osservato che la contaminazione incrociata era comune, poiché i venditori ambulanti spesso basavano i loro pregones su melodie rurali o generi popolari come il son e la guaracha. Lo storico della musica cubana Cristóbal Díaz Ayala ha stilato una lista di quasi cinquecento esempi di musica popolare basata su canzoni dei venditori ambulanti - la maggior parte da Cuba, ma anche da altri paesi dell'America Latina come Messico, Cile, Colombia, Panama, Venezuela, Perù, Argentina , la Repubblica Dominicana e Porto Rico.
Uno degli esempi più noti di un pregón è la canzone "El Manisero" ("Il venditore di arachidi" in italiano) che è stata scritta dal musicista e compositore cubano Moisés Simons e registrata per la prima volta da Rita Montaner nel 1928. La versione del 1930 registrata di Don Azpiazú a New York City con Antonio Machín alla voce è diventato un successo a livello mondiale dando il via a una mania per la "rumba" che ha colpito tutto il Nord America e gran parte dell'Europa negli anni '30. "Il venditore di arachidi" ebbe una seconda vita come pezzo forte quando Stan Kenton lo registrò come brano strumentale nel 1947.
Il pregonero (banditore) ebbe il suo periodo di massimo splendore alla fine del XIX secolo e all'inizio del XX secolo, essendo prima scoperto, per poi gradualmente scomparire dalle città con l'aumento delle dimensioni degli edifici, altri sistemi di comunicazione o per l'insicurezza stessa.

## L'usanza
L'usanza del pregón sembra essere legata al clima, dato che a basse temperature la disposizione dei venditori, che diedero origine a questa usanza, di gridare in strada aperta è inferiore.
Ci sono pregoneros di città nella maggior parte dei paesi del Mediterraneo. L'usanza è anche abbondante in America Latina.

## Pregones
Altri pregones ben noti e i loro scrittori sono i seguenti:
- Frutas del Caney ("Fruits from El Caney") by Félix B. Cagnet - Cuba
- El yerberito ("The herb vendor") by Benny Moré - Cuba
- Rica pulpa by Eliseo Grenet - Cuba
- El afilador ("The knife grinder") by Agustín Magaldi - Argentina
- El botellero ("The bottle-man") by Gilberto Valdés - Cuba
- El carbonero ("The charcoal seller") by Iván Fernandez - Cuba)
- El frutero  ("The fruit vendor") by Cruz Felipe Iriarte - Venezuela
- El limpiabotas ("The shoeshine boy") by Los Cuates Castilla - Mexico
- El pregón de las flores ("The flower seller's cry") by Ernesto Lecuona - Cuba
- La violetera ("The girl who sells violets") by Eduardo Montesinos López, 1958 - Spain
- Se va el dulcerito ("The sweet seller is leaving") by Rosendo Ruiz - Cuba
- Claveles de Galipán ("Carnations of Galipan") by Francisco de Paula Aguirre - Venezuela
- El mielero ("The honey vendor") by Billo Frómeta - Dominican Republic
- El aguacate guarenero ("The guarener avocado") by Benito Canónigo - Venezuela
- Pastelero ("The pastry seller") by Guaco - Venezuela
- Yo vendo unos ojos negros ("Some black eyed (peas) for sale") - Chile (pre-1910, unknown composer; arranged by Pablo Ara Lucena)